# Costa Rica op de Olympische Winterspelen 1988
Tijdens de Olympische Winterspelen van 1988, die in Calgary (Canada) werden gehouden, nam Costa Rica voor de derde keer deel.

## Deelnemers en resultaten

### Alpineskiën
| Olympiër     | Discipline       | Resultaat | Prestatie                          |
| ------------ | ---------------- | --------- | ---------------------------------- |
| Arturo Kinch | reuzenslalom (m) | 62e       | 2.49,83 (+43,46) 1.26,71+1.23,12   |
| Julián Muñoz | reuzenslalom (m) | 68e       | 3.20,59 (+1.14,22) 1.38,71+1.41,88 |
| Julián Muñoz | slalom (m)       | 51e       | 2.56,72 (+1.17,25) 1.30,10+1.26,62 |

### Langlaufen
| Olympiër     | Discipline         | Resultaat | Prestatie            |
| ------------ | ------------------ | --------- | -------------------- |
| Arturo Kinch | 15 km klassiek (m) | 82e       | 59.37,9 (+18.19,0)   |
| Arturo Kinch | 30 km klassiek (m) | 87e       | 2:16.20,2 (+51.53,9) |

Amerikaanse Maagdeneilanden · Andorra · Argentinië · Australië · België · Bolivia · Bondsrepubliek Duitsland · Bulgarije · Canada · Chili · China · Chinees Taipei · Costa Rica · Cyprus · Denemarken · Duitse Democratische Republiek · Fiji · Filipijnen · Finland · Frankrijk · Griekenland · Groot-Brittannië · Guam · Guatemala · Hongarije · IJsland · India · Italië · Jamaica · Japan · Joegoslavië · Libanon · Liechtenstein · Luxemburg · Marokko · Mexico · Monaco · Mongolië · Nederland · Nederlandse Antillen · Nieuw-Zeeland · Noord-Korea · Noorwegen · Oostenrijk · Polen · Portugal · Puerto Rico · Roemenië · San Marino · Sovjet-Unie · Spanje · Tsjecho-Slowakije · Turkije · Verenigde Staten · Zuid-Korea · Zweden · Zwitserland